# Здание гостиницы «Белград»
Здание гостиницы «Белград» — двухэтажное здание 1910 года постройки по улице Гостинодворская в городе Старая Русса Новгородской области. Памятник истории и культуры регионального значения. В настоящее время здание используется коммерческими предприятиями и как жилое.

## История
Двухэтажный особняк построен в 1910 году на месте сгоревшего дома купца Андрея Семёновича Семёнова. Заказчиком строительства здания выступил сам купец. Здание — угловое, большое по своим размерам, каменное, Г-образной формы со скошенным углом, выходящим на перекрёсток.

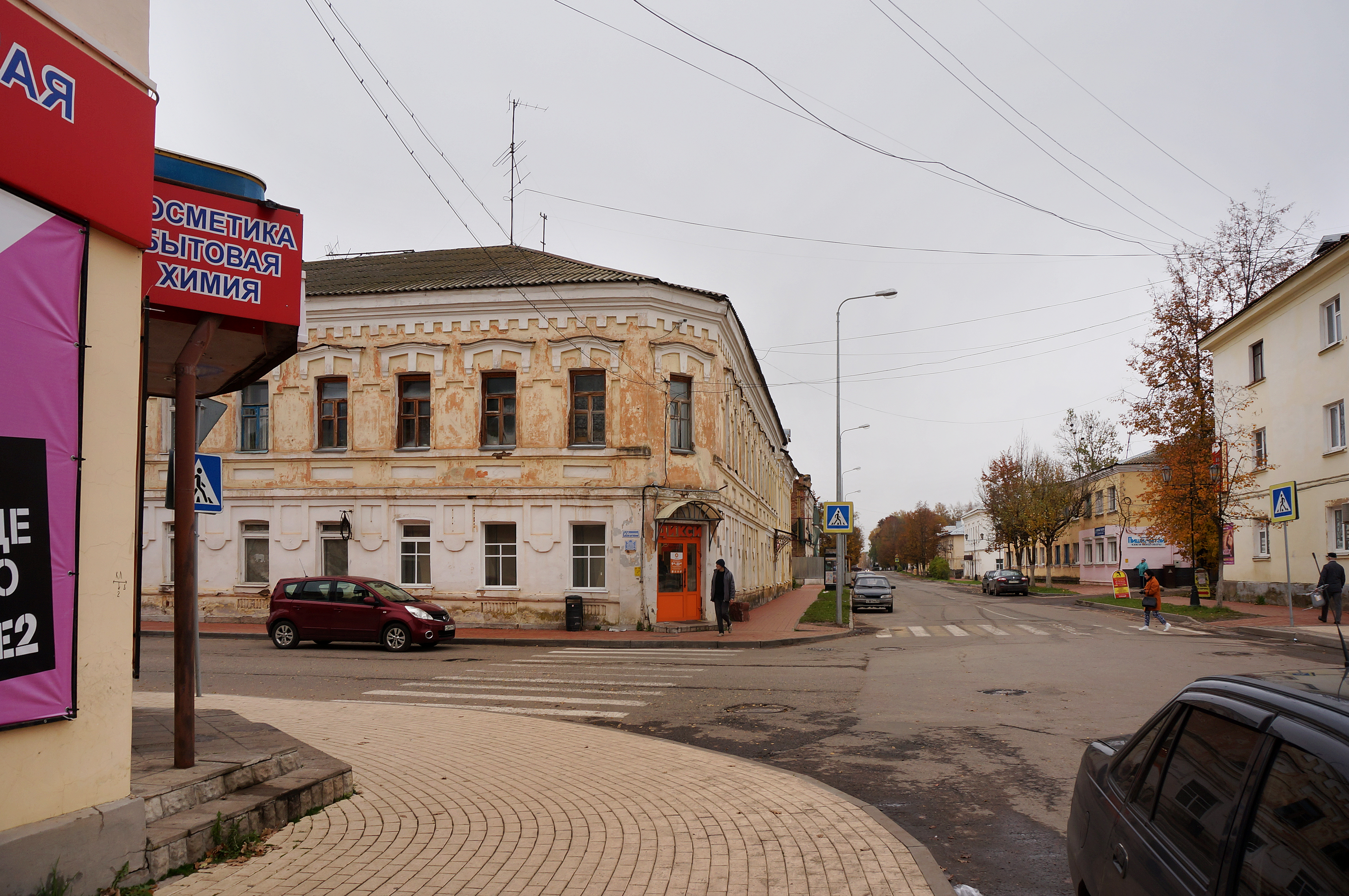
Общий вид

Изначально здание использовалось под трактир «Белград». Позднее, в начале Первой мировой войны, на втором этаже особняка была оборудована гостиница, которая стала называться также «Белград». Название является старинным и скорее всего связано с победой русских войск в Русско-турецкой войне 1877—1878 годов, по итогам которой Сербия получила независимость, а столицей нового государства стал город Белград.
Строение имеет и мемориальное значение: весной 1919 года здесь работал политотдел Западного фронта, а с июля 1919 года — штаб Старорусского узла обороны. В 1920—1930 годы здание вновь использовалось по своему первоначальному назначению, для организации учреждения общественного питания.
С конца 1960-х в помещениях этого здания разместились магазин (угловая дверь), центр ремёсел «Берегиня», осуществляла свою деятельность столовая № 1, при которой работало вечернее кафе. Много и других различных учреждений располагалось в этом здании, в том числе БТИ, райсобес, парикмахерская. На втором этаже было организовано общежитие.

## Интересные факты[2]
- Некоторые исследователи и литературоведы пришли к мнению, что описываемые в романе Фёдора Достоевского «Братья Карамазовы» трактир «Столичный город» в Скотопригоньевске имеет схожесть с заведением, которое размещалось на месте нынешнего здания гостиницы «Белград». Однако, документальных подтверждений этому нет.
- В 1919 году старожилы города утверждали, что в помещениях политотдела Западного фронта несколько недель работал Иосиф Сталин. Никаких документальных свидетельств нахождения Сталина в Старой Руссе также не имеется.